# Агильфрид
Агильфри́д (фр. Agilfrid, лат. Agilfridus; умер 13 декабря 787) — епископ Льежа (769—787).

## Биография
Агильфрид родился в знатной франкской семье. Предания называют его близким родственником короля Франкского государства Карла Великого, но не рассказывают об этом более конкретно, поэтому ряд историков предполагает, что Агильфрид мог быть в родстве с монархом через одну из его жён. До своего восшествия на льежскую кафедру будущий епископ занимал посты аббата монастыря Сен-Аманд и, возможно, монастыря Сен-Бавон в Генте. К этому время некоторые источники относят поездку Агильфрида в Рим, откуда он привёз в Гент мощи святого Фаральдия.
В 769 году Карл Великий, на территории королевства которого находилось Льежское епископство, назначил Агильфрида главой этой епархии, вместо скончавшегося епископа Фулкера. Возможно, и став епископом, Агильфрид сохранил пост настоятеля Сен-Бавона, в то время как в аббатстве Сен-Аманд его преемником стал Гизлеберт, будущий епископ Нуайона.
Взойдя на одну из важнейших кафедр Франкского государства, Агильфрид стал одним из ближайших советников Карла Великого, добившись подлинного уважения и у других высокопоставленных лиц королевства. Король много раз посещал Льежскую епархию и именно Агильфриду, по свидетельству Лоббских анналов, в 774 году он поручил содержание под стражей пленённых в Павии короля лангобардов Дезидерия и его супруги Ансы. За верную службу епископа Карл Великий сделал епархии значительные земельные пожертвования. Ко времени нахождения Агильфрида на кафедре также относится создание чёткой церковной организации Льежского епископства: по приказу Агильфрида были учреждены посты епархиальных приора, декана и архидиакона и ликвидирован пост льежского хорепископа.
Одна из хартий времён короля Восточно-Франкского государства Людовика II Немецкого, вероятно поддельная, сообщает о том, что Агильфрид посещал с миссионерской поездкой Саксонию и основал в Оснабрюке первую церковь. Несмотря на малую достоверность самого документа, ряд историков предполагает, что в ней мог отразиться действительный факт участия епископа Льежа в христианизации саксов.
Во время своего епископства Агильфрид поддерживал развитие в Льежской епархии образования, центром которого здесь был Лоббский монастырь — один из крупнейших франкских агиографических центров того времени. По просьбе епископа Льежа мецкий диакон Донат написал житие святого Трудона (лат. Vita Trudonis), а Годескальк, диакон льежской кафедральной церкви Сен-Ламберт, составил первое житие святого Ламберта. Самому Агильфриду приписывают авторство жития святого Бавона.
Епископ Агильфрид умер 13 декабря 787 года. Его преемником на льежской кафедре стал Гербальд.